# Amolops marmoratus
Amolops marmoratus е вид жаба от семейство Водни жаби (Ranidae). Видът е незастрашен от изчезване.

## Разпространение
Разпространен е в Бангладеш, Бутан, Индия, Китай, Мианмар, Непал и Тайланд.

## Описание
Популацията на вида е намаляваща.